# Matías Pazuengo
Gral. Matías Pazuengo fue un militar mexicano que participó en la Revolución mexicana. Nació en Durango. En 1910 se unió al movimiento maderista en la sierra de Durango; formó parte de las fuerzas que entraron a la capital del estado en 1911. En 1912 combatió a Pascual Orozco. En 1913 luchó contra Victoriano Huerta desde un principio y ayudó en la toma de Durango. Al escindirse Venustiano Carranza y Francisco Villa, siguió a Villa luchando por la convención. Poco después se adhirió a Emiliano Zapata, quien lo mandó fusilar el 18 de marzo de 1916, pues se había comprobado que éste planeaba pasarse al lado de Carranza. 